# Atogepant

Atogepant

Az atogepant egy relatíve új fejlesztésű, kismolekulás gyógyszerhatóanyag, amelyet az FDA 2021 szeptemberében engedélyezett migrén prevenciójára. A kalcitonin gén-rokon peptid (calcitonin-gene-related-peptid, CGRP) receptor antagonizálásával fejti ki migrénellenes hatását. Vényköteles gyógyszerként, Qulipta néven van forgalomban az USA-ban tabletta formájában 10 mg, 20 mg és 30 mg-os dózisban. Az atogepant volt az első olyan hatóanyag a gepantok közül, amelyet kizárólag prevenciós terápiára fejlesztettek. 2022.08.17. óta Magyarországon AQUIPTA néven 10 mg és 60 mg-os dózisban tabletta formájában van forgalomban és a hatóság által fokozott felügyelet alatt áll.

## Fejlesztés
Általánosságban elmondható, hogy a legtöbb, migrén ellen használt hatóanyagot nem kifejezetten a migrén kezelésére fejlesztették ki. Az évek során egyre nagyobb ismeretanyag gyűlt össze a migrén patomechanizmusát illetően, így a célzott hatóanyagok fejlesztése került előtérbe. A migrén kórfolyamatát illetően számos elmélet látott napvilágot, köztük a különböző neurotranszmitterek betegségben betöltött szerepe is. Állatokon és embereken végzett kísérletek és vizsgálatok kimutatták, hogy a CGRP-nek köze van a migrén kialakulásához. Ezt követően a 2000-es években a CGRP útvonalat megcélozva fejlesztették ki az első generációs CGRP-antagonista hatóanyagokat, azaz a gepantokat.
Az első generációs gepantok közé tartozik az olcegepant, a telcagepant, a BI44370TA, az MK-3207, azonban ezeknek a készítményeknek a fejlesztését leállították a hepatoxikus mellékhatásaik miatt.
A közelmúltban fejeződött be több, második generációs gepant klinikai vizsgálata, amelyek pozitív eredményekkel zárultak. Ígéretes, hogy nem jelentettek hepatotoxikus mellékhatásokat ezeknél a szereknél. A második generációs gepantok közé tartozik a rimegepant, az ubrogepant, a vazegepant és atogepant is. Az atogepantot az FDA 2021 szeptemberében engedélyezte migrén prevenciós kezelése céljából.

## Farmakológia, farmakokinetika
A migrén során egy agyi elektromos hullám alakul ki, mely végigterjed a nyakszirti lebenytől egészen a frontális lebenyig és e közben különböző agyi területeken áthaladva, aktiválja azokat. Ezen aktiválódások eredménye, hogy a különböző receptorok és agyi idegek mellett, különböző vazoaktív anyagok is felszabadulnak, köztük a CGRP is, ami vazodilatációt okoz az agyi erekben.
Ahogy a legtöbb gepant, az atogepant is a CGRP útvonalon fejti ki a hatását. A CGRP receptoron antagonista hatást fejt ki, azaz blokkolja a CGRP kapcsolódását a receptorához, így gátolva a vazodilatációt, valamint a gyulladásos citokinek felszabadulását.
A klinikai vizsgálatok során nem jelentettek súlyos mellékhatásokat. Az atogepant nem rendelkezik hepatotoxikus hatással, valamint nem okoz koronária spazmust szemben a triptánokkal. A leggyakoribb mellékhatások közé tartozik a hányinger, székrekedés, csökkent étvágy, fáradtság és az aluszékonyság.
Az atogepant CYP3A4 enzimeken metabolizálódik és több transzporternek is szubsztrátja (P-gp, BCRP, OAT, OATP). Nem jelentettek releváns gyógyszer interakciót szumatriptán, acetaminofen, naproxen vagy ösztradiol/levonogesztrel együttadása során. Az atogepant 89%-ban a széklettel ürül, míg csupán 8%-a ürül a vizelettel. Májbetegek esetében magasabb plazmakoncentrációt figyeltek meg, így ezen betegcsoport esetében körültekintően kell eljárni. Tmax értéke 1-2 óra közé esik, míg a felezési ideje körülbelül 11 óra. Plazmafehérje-kötődése relatíve magas, 98,2%.

## Biztonságosság, hatékonyság és tolerálhatóság
Több mint 2000 betegen végeztek klinikai vizsgálatokat az atogepanttal kapcsolatosan. A vizsgálatok során kimutatták, hogy az atogepant szignifikánsan lecsökkentette a havi migrénes napok és fejfájások számát. Placebóval összehasonlítva nem találtak szignifikáns különbséget a nemkívánatos események tekintetében. Jelentősebb mellékhatások a hányinger, fáradtság és a székrekedés volt. Az atogepant összességében biztonságos és jól tolerálható szer gyors és tartós hatással. Számos klinikai vizsgálat jelenleg is folyamatban van.
Jelenleg az atogepant az egyetlen olyan specifikus hatóanyag, amely kifejezetten szájon át alkalmazható a migrén megelőzésére, így új lehetőséget biztosít az injekciós vagy infúziós monoklonáris antitestes kezelések helyett azon betegeknek, akik az orális terápiát részesítik előnyben.